# Carolina Hayride
Der Carolina Hayride war eine US-amerikanische Country-Sendung, die von WBT aus Charlotte, North Carolina, gesendet wurde.

## Geschichte
Der Carolina Hayride wurde erstmals 1945 gesendet. Ihm waren zwischen 1934 und Ende der 1930er-Jahre der Crazy Barn Dance sowie während des Zweiten Weltkrieges das Dixie Jamboree vorausgegangen. Moderatoren der Show waren Grady Cole und Claude Casey, die beide bereits jahrelang Erfahrung im Radio hatten. Die WBT Briarhoppers, eine Bluegrass-Band aus der Umgebung und reguläre Künstler auf WBT, stellten die Hausband für die Show.
Das Ensemble des Carolina Hayrides bestand vor allem aus traditionellen Bluegrass-Musikern, wodurch die Show vor allem bei dem ländlichen Publikum North Carolinas ankam, da sie weniger urbane, moderne Country-Stile beinhaltete, sondern auf traditionelle Klänge setzte. Arthur „Guitar Boogie“ Smith, der 1948 mit dem Guitar Boogie einen großen Hit hatte, war der Star der Show und trat auch in weiteren Programmen WBTs auf. Neben Smith waren auch die Swanee River Boys, Fiddlin’ Hank, Claude Casey, die Johnson Family Singers und weitere Musiker im Hayride zu hören und zu sehen.
Ab 1946 wurde der Carolina Hayride über das Columbia Broadcasting System übertragen, so einem größeren Publikum bekannt und auch als Carolina Calling populär. Die Beliebtheit der Show stieg somit stetig an und sie entwickelte sich zu einer der erfolgreicheren Sendungen ihres Typs. Bis in die 1950er-Jahre hinein wurde die Show weiterhin gesendet, dann aber abgesetzt.

## Gäste und Mitglieder
- Arthur „Guitar Boogie“ Smith and his Cracker-Jacks
- The Briarhoppers
- The Swanee River Boys
- Fiddlin’ Hank
- Claude Casey and the Sagedusters
- Whitey and Hogan
- The Johnson Family Singers
- The Four Knights (alias Southland Jubilee Singers)